# هوغو شيف
هوغو (أو أوغو) شيف (بالألمانية: Hugo Schiff)‏ ـ (26 أبريل 1834 - 8 سبتمبر 1915)، كيميائي ألماني تجنس بالجنسية الإيطالية. اكتشف قاعدة شيف وغيرها من الإيمينات، كما أجرى أبحاثًا في الألدهيدات أدت إلى اكتشافه اختبار شيف. كانت له أبحاث أيضًا في الأحماض الأمينية وكاشف بيوريت.